# Skate America 2024
Navigation
Édition précédente Édition suivante
Le Skate America est une compétition internationale de patinage artistique qui se déroule aux États-Unis au cours de l'automne. Il accueille des patineurs amateurs de niveau senior dans quatre catégories: simple messieurs, simple dames, couple artistique et danse sur glace.
Le quarante-troisième Skate America est organisé du 18 au 20 octobre 2024 à l'Event Center de Allen au Texas. Il est la première compétition du Grand Prix ISU senior de la saison 2024/2025.
Depuis le 1er mars 2022, l'Union internationale de patinage interdit aux patineurs artistiques et aux officiels de la fédération de Russie et de la Biélorussie de participer et d'assister à toutes les compétitions internationales en raison de l'invasion russe de l'Ukraine le 24 février 2022. Les athlètes russes et biélorusses ne peuvent donc participer à aucune épreuve du Grand Prix ISU 2024-2025, pour la troisième année consécutive.

## Résultats

### Messieurs
| Rang | Nom              | Pays       | Points | Programme court | Programme court | Programme libre | Programme libre |
| ---- | ---------------- | ---------- | ------ | --------------- | --------------- | --------------- | --------------- |
| 1    | Ilia Malinin     | États-Unis | 290.12 | 1               | 99.69           | 2               | 190.43          |
| 2    | Kevin Aymoz      | France     | 282.88 | 4               | 92.04           | 1               | 190.84          |
| 3    | Kao Miura        | Japon      | 278.67 | 2               | 99.54           | 3               | 179.13          |
| 4    | Nika Egadze      | Géorgie    | 261.71 | 3               | 93.89           | 4               | 167.82          |
| 5    | Deniss Vasiljevs | Lettonie   | 251.47 | 5               | 85.10           | 5               | 166.37          |
| 6    | Koshiro Shimada  | Japon      | 219.68 | 6               | 81.88           | 10              | 137.80          |
| 7    | Maxim Naumov     | États-Unis | 216.38 | 8               | 73.11           | 7               | 143.27          |
| 8    | Nozomu Yoshioka  | Japon      | 215.92 | 7               | 80.79           | 11              | 135.13          |
| 9    | Wesley Chiu      | Canada     | 206.94 | 10              | 66.86           | 9               | 140.08          |
| 10   | Lucas Broussard  | États-Unis | 206.57 | 11              | 65.31           | 8               | 141.26          |
| 11   | François Pitot   | France     | 202.96 | 12              | 56.16           | 6               | 146.80          |
| 12   | Donovan Carrillo | Mexique    | 195.80 | 9               | 67.48           | 12              | 128.32          |

### Dames
| Rang | Nom              | Pays         | Points | Programme court | Programme court | Programme libre | Programme libre |
| ---- | ---------------- | ------------ | ------ | --------------- | --------------- | --------------- | --------------- |
| 1    | Wakaba Higuchi   | Japon        | 196.93 | 4               | 66.12           | 1               | 130.81          |
| 2    | Rinka Watanabe   | Japon        | 195.22 | 3               | 66.54           | 3               | 128.68          |
| 3    | Isabeau Levito   | États-Unis   | 194.83 | 1               | 68.43           | 5               | 126.40          |
| 4    | Nina Pinzarrone  | Belgique     | 193.61 | 5               | 62.85           | 2               | 130.76          |
| 5    | Bradie Tennell   | États-Unis   | 192.04 | 2               | 66.99           | 6               | 125.05          |
| 6    | Elyce Lin-Gracey | États-Unis   | 183.94 | 7               | 60.22           | 7               | 123.72          |
| 7    | Yuna Aoki        | Japon        | 183.03 | 10              | 56.51           | 4               | 126.52          |
| 8    | Livia Kaiser     | Suisse       | 177.67 | 8               | 58.72           | 8               | 118.95          |
| 9    | Olga Mikutina    | Autriche     | 166.77 | 9               | 56.81           | 9               | 109.96          |
| 10   | Minchae Kim      | Corée du Sud | 165.57 | 6               | 60.66           | 11              | 104.91          |
| 11   | Léa Serna        | France       | 151.87 | 12              | 42.85           | 10              | 109.02          |
| 12   | Sofja Stepcenko  | Lettonie     | 137.92 | 11              | 44.56           | 12              | 93.36           |

### Couples
| Rang | Nom                                  | Pays        | Points | Programme court | Programme court | Programme libre | Programme libre |
| ---- | ------------------------------------ | ----------- | ------ | --------------- | --------------- | --------------- | --------------- |
| 1    | Riku Miura / Ryūichi Kihara          | Japon       | 214.23 | 1               | 77.79           | 1               | 136.44          |
| 2    | Ellie Kam / Daniel O'Shea            | États-Unis  | 201.73 | 2               | 70.66           | 2               | 131.07          |
| 3    | Alisa Efimova / Misha Mitrofanov     | États-Unis  | 191.51 | 5               | 63.05           | 3               | 128.46          |
| 4    | Anastasiia Metelkina / Luka Berulava | Géorgie     | 191.43 | 3               | 68.64           | 4               | 122.79          |
| 5    | Maria Pavlova / Alexei Sviatchenko   | Hongrie     | 184.01 | 4               | 65.11           | 5               | 118.90          |
| 6    | Anastasia Vaipan-Law / Luke Digby    | Royaume-Uni | 180.13 | 6               | 61.31           | 6               | 118.82          |
| 7    | Katie Mcbeath / Daniil Parkman       | États-Unis  | 168.08 | 8               | 56.69           | 7               | 111.39          |
| 8    | Milania Vaananen / Filippo Clerici   | Finlande    | 156.55 | 7               | 60.23           | 8               | 96.32           |

### Danse sur glace
| Rang | Nom                                   | Pays        | Points | Danse rythmique | Danse rythmique | Danse libre | Danse libre |
| ---- | ------------------------------------- | ----------- | ------ | --------------- | --------------- | ----------- | ----------- |
| 1    | Lilah Fear / Lewis Gibson             | Royaume-Uni | 206.38 | 1               | 83.56           | 2           | 122.82      |
| 2    | Madison Chock / Evan Bates            | États-Unis  | 205.63 | 2               | 77.88           | 1           | 127.75      |
| 3    | Olivia Smart / Tim Dieck              | Espagne     | 189.44 | 5               | 70.99           | 3           | 118.45      |
| 4    | Diana Davis / Gleb Smolkin            | Géorgie     | 187.05 | 3               | 73.16           | 4           | 113.89      |
| 5    | Leah Neset / Artem Markelov           | États-Unis  | 179.38 | 8               | 69.68           | 5           | 109.70      |
| 6    | Katerina Mrazkova / Daniel Mrazek     | Tchéquie    | 179.34 | 7               | 70.09           | 6           | 109.25      |
| 7    | Marie-Jade Lauriault / Romain Le Gac  | Canada      | 174.91 | 6               | 70.38           | 7           | 104.53      |
| 8    | Elizabeth Tkachenko / Alexei Kiliakov | Israël      | 166.94 | 10              | 65.13           | 8           | 101.81      |
| 9    | Annabelle Morozov / Jeffrey Chen      | États-Unis  | 166.73 | 9               | 66.57           | 9           | 100.16      |
| 10   | Alicia Fabbri / Paul Ayer             | Canada      | 165.96 | 4               | 71.75           | 10          | 94.21       |

## Source
- Résultats du Skate America 2024